# Dipturus macrocauda
Dipturus macrocauda is een vissensoort uit de familie van de Rajidae. De wetenschappelijke naam van de soort is voor het eerst geldig gepubliceerd in 1955 door Ishiyama.